# Moskovskaja železnaja doroga
La Moskovskaja železnaja doroga (Московская железная дорога in russo), letteralmente "Strada ferrata moscovita", è una delle 16 suddivisioni delle Ferrovie russe. Gestisce gran parte della rete ferroviaria del Circondario federale centrale, area che ospita circa il 27% della popolazione totale della Russia. Gli uffici direttivi del complesso hanno sede nelle vicinanze di Piazza Komsomol'skaja, a Mosca. Nel 1966 la ferrovia fu insignita dell'Ordine di Lenin, la massima onorificenza sovietica.

## Storia
Le origini della Moskovskaja železnaja doroga risalgono alla seconda metà del XIX secolo. Tra il 1858 ed il 1861 fu realizzata la tratta che da Mosca conduceva a Petuški. Nell'agosto 1862 fu la volta del primo treno passeggeri per Sergiev Posad e Nižnij Novgorod, in occasione della fiera della città. Un importante impulso alla costruzione della ferrovia provenne dall'imprenditore e mecenate Savva Mamontov. Negli anni seguenti furono costruite le reti di collegamento verso le città di Rjazan', Smolensk, Brjansk e Kaluga.
Nel 1894 la rete ferroviaria realizzata negli anni precedenti fu acquistata interamente dallo Stato. Con l'avvento dell'Unione Sovietica la struttura organizzativa delle ferrovie fu divisa in sei dipartimenti indipendenti fra loro. Con una decisione datata 14 luglio 1959 le autorità riorganizzarono la ferrovia moscovita (la cui attuale struttura è la stessa di allora). Nel 1960 furono conclusi i lavori di costruzione del cosiddetto "anello ferroviario maggiore" lungo 558 km.
La Moskovskaja železnaja doroga possiede una lunghezza totale pari a 8.984 km e comprende 634 fermate. Gestisce in maniera esclusiva 8 delle 9 stazioni principali di Mosca (la Leningradskij è gestita insieme alla Ferrovia d'ottobre). Ha un numero di circa 100.000 dipendenti.

## Cronistoria
- 1861 Mosca - Petuški
- 1862 Mosca - Nižnij Novgorod
- 1862 Mosca - Sergiev Posad
- 1865 Mosca - Kolomna - Rjazan'
- 1868 Serpuchov - Tula - Orël - Kursk
- 1870 Sergiev Posad - Aleksandrov
- 1870 Mosca - Možajsk - Smolensk
- 1899 Mosca - Suchiniči - Brjansk
- 1900 Mosca - Savëlovskij
- 1908 Anello ferroviario minore
- 1960 Anello ferroviario maggiore

## Stazioni

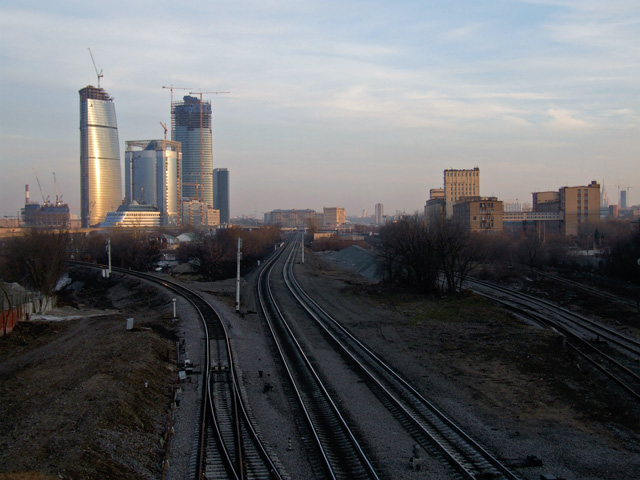
Anello ferroviario minore

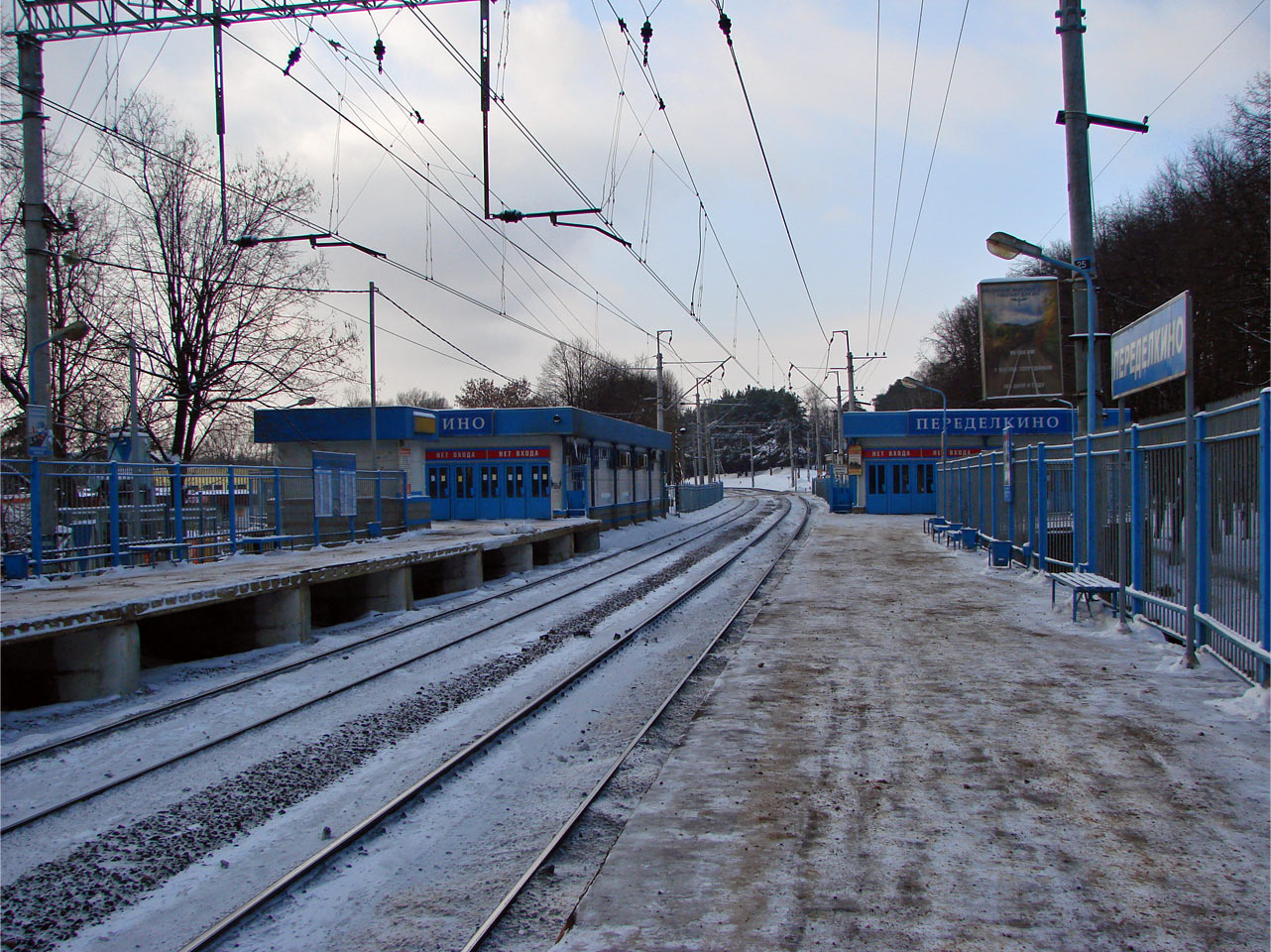
Piattaforma di Peredelkino

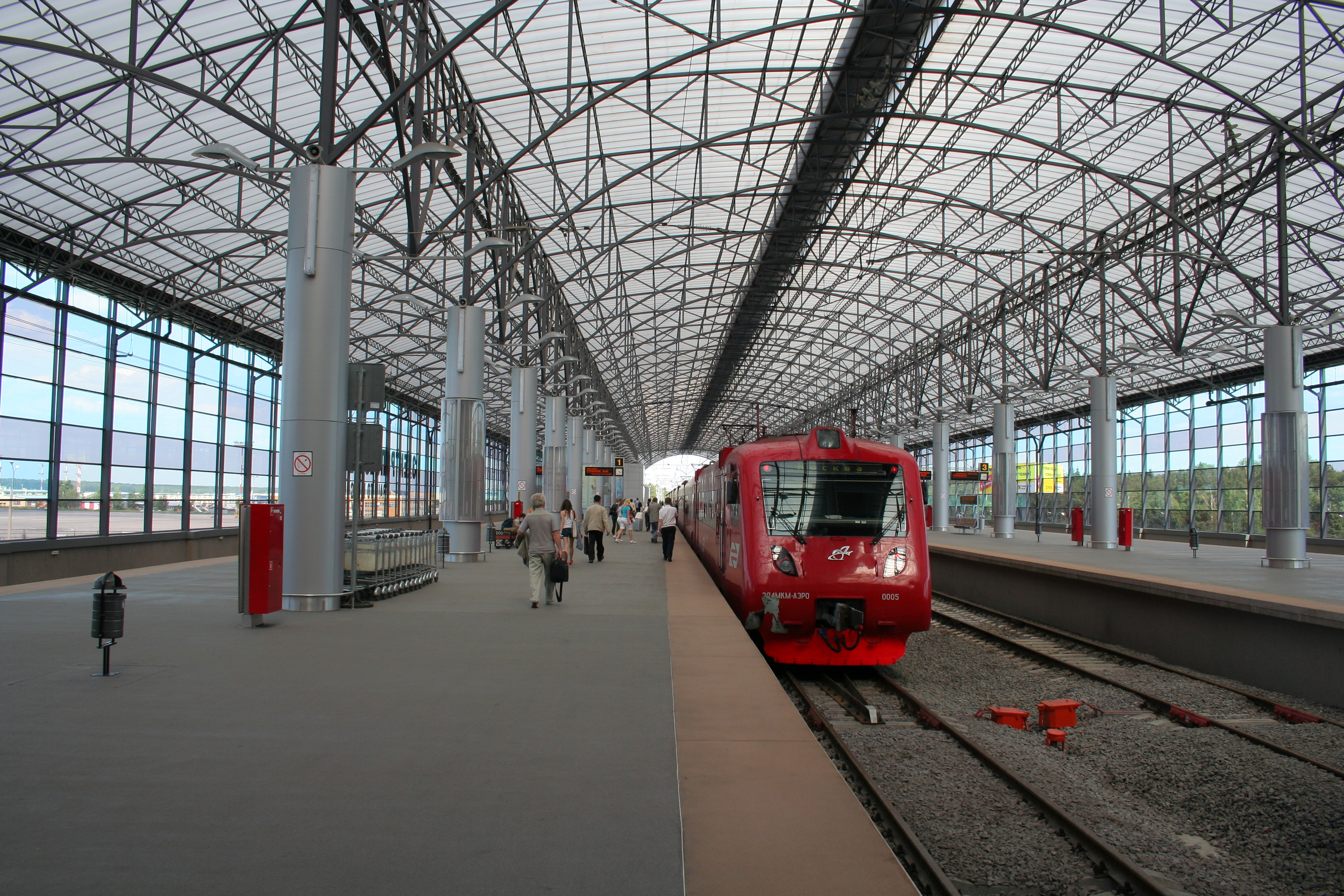
Terminale ferroviario dell'aeroporto internazionale Šeremet'evo

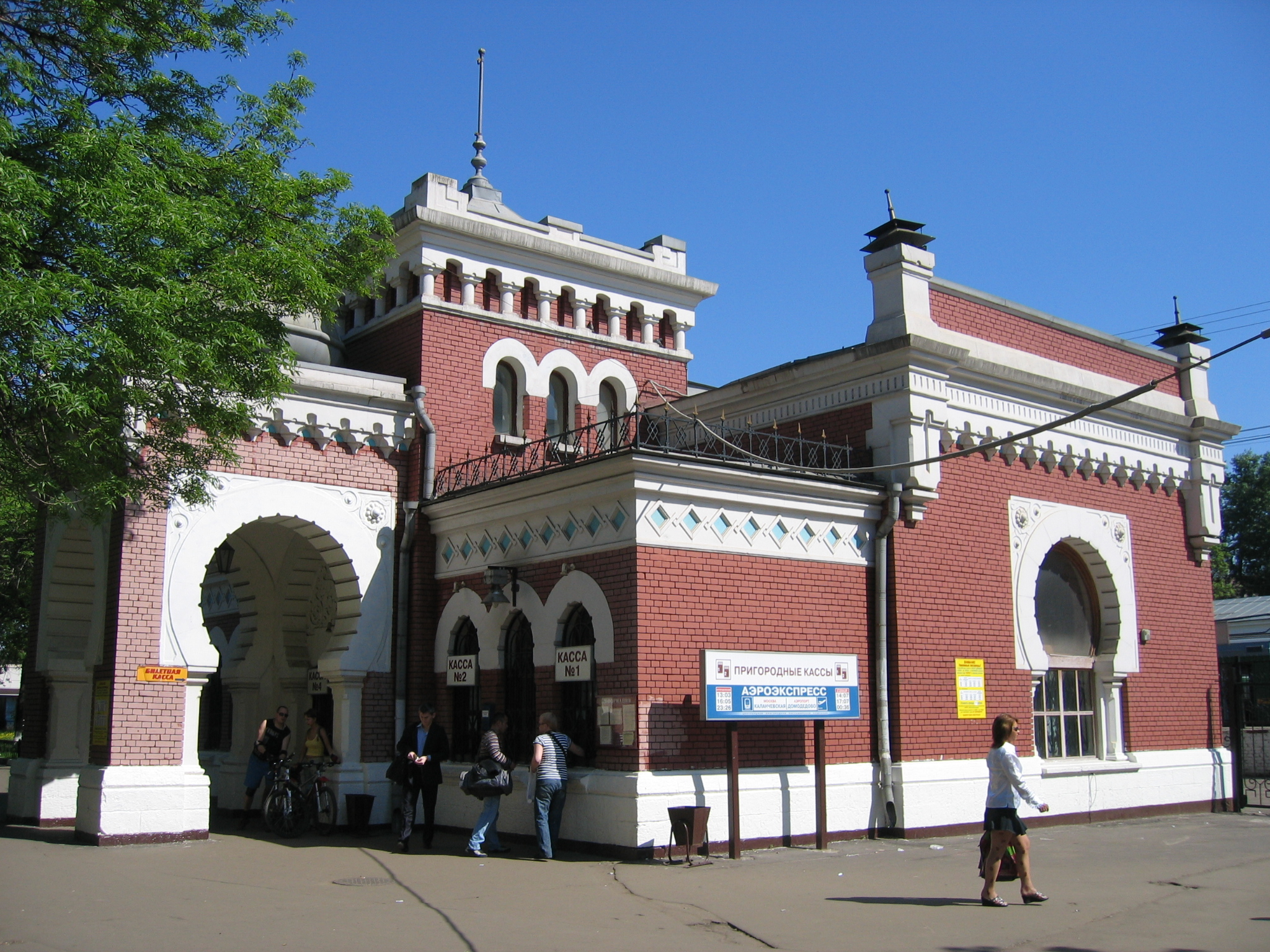
Stazione Kalančëvskaja, sita nelle immediate vicinanze delle stazioni Leningradskij, Jaroslavskij e Kazanskij

| Nome stazione | Apertura | Foto |
| ------------- | -------- | ---- |
| Belorusskij   | 1870     |      |
| Jaroslavskij  | 1862     |      |
| Kazanskij     | 1864     |      |
| Kievskij      | 1918     |      |
| Kurskij       | 1896     |      |
| Leningradskij | 1851     |      |
| Paveleckij    | 1900     |      |
| Rižskij       | 1901     |      |
| Savёlovskij   | 1902     |      |